# Michel Bras
Michel Bras (prononcer le nom en rouergat : [bʁas]), né à Gabriac dans l’Aveyron le 4 novembre 1946, est un chef cuisinier français. 
Son restaurant, situé à Laguiole dans le département de l'Aveyron, a obtenu sa troisième étoile au Guide Michelin en 1999, avant qu'il ne renonce, en 2017, à figurer dans le guide. Il est également classé « Relais & Châteaux » depuis 1994 et a été classé, à plusieurs reprises, dans la liste des 10 meilleurs restaurants au monde,,.

## Spécificités
Michel Bras est le créateur d'une recette de biscuit de chocolat coulant, dont il existe maintenant de nombreuses imitations.
Il fait une cuisine dite « créative » souvent associée aux herbes fraîches et fleurs des alentours. 

## Biographie

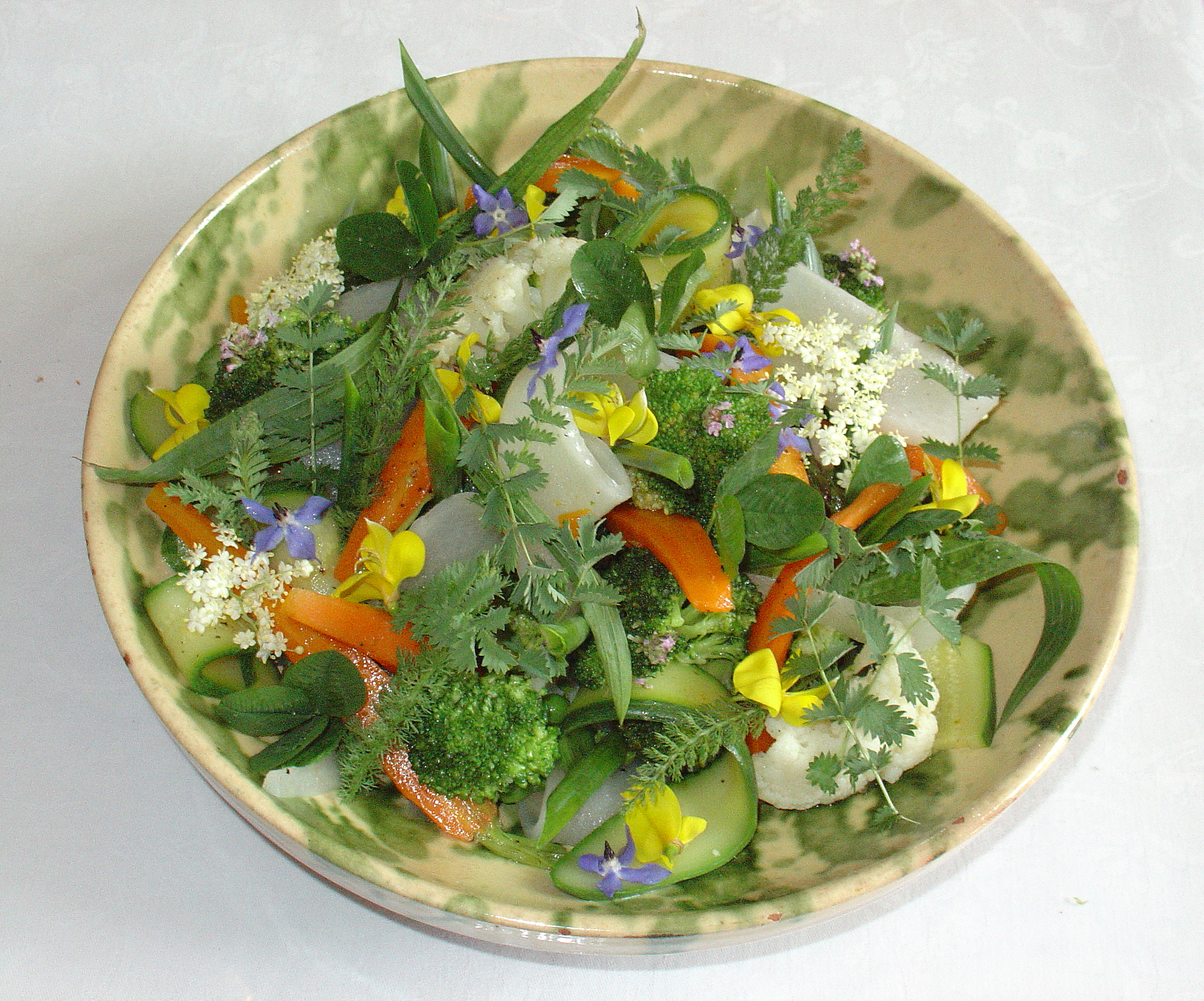
Gargouillou de légumes.

### Années 2000
En juin 2002, Michel, épaulé par son fils aîné Sébastien, ouvre un second restaurant gastronomique au sein de l'hôtel Windsor d'Hokkaidō (au lac Tōyako), au Japon. Le restaurant de Laguiole est alors nommé Bras Michel et Sébastien. Ce restaurant fermera en avril 2020. Un nouveau restaurant Bras en collaboration avec le chef italien Simone Cantafio devait ouvrir à Karuizawa (près de Nagano) à l'été 2020, mais son ouverture a été retardée à une date indéterminée.
En 2009, Sébastien Bras prend la direction du restaurant de Laguiole.

### Années 2010
Michel Bras et l'entreprise japonaise KAI (spécialisée dans la confection de couteaux et autres lames) travaillent ensemble depuis maintenant quelques années ; ils ont mis au point une gamme de couteaux destinés en majorité aux professionnels de la restauration.
Le réalisateur Paul Lacoste inaugure sa série « L'invention de la cuisine » par le documentaire sur Michel Bras en 2000. Neuf ans plus tard, il consacre au passage de flambeau entre Michel et son fils Sébastien, un second film documentaire intitulé Entre les Bras, en 2009.
Le jeudi 27 mars 2014, Michel Bras est élu Président du conseil de l’Institut Supérieur du Tourisme, de l’Hôtellerie et de l'Alimentation de l'Université Toulouse - Jean Jaurès.
En 2014, Michel Bras ouvre une brasserie dans l'enceinte du musée Soulages de Rodez, ainsi qu'à Toulouse, un nouveau concept original de restauration rapide baptisé « Capucin », qualifié de « version gastronomique et aveyronnaise du fast-food », qui reçoit plusieurs récompenses, mais qui doit fermer en 2016. 
Un autre établissement propose avec beaucoup de succès "le Capucin" sur l'aire de repos du viaduc de Millau sur l'A75. Il fermera en octobre 2022.[réf. nécessaire]
En septembre 2017, Sébastien Bras annonce avoir demandé, en accord avec sa famille, que le restaurant ne figure plus dans le Guide Michelin pour pouvoir continuer à créer plus sereinement.

### Années 2020
En juin 2021, Michel et Sébastien Bras ouvrent le restaurant « La halle aux grains » au troisième étage de la Bourse de commerce, qui abrite la collection d’art contemporain de François Pinault dans la capitale.

## Distinctions
- Commandeur de l'ordre des Arts et des Lettres au titre de « cuisinier-restaurateur » (2003)[17]

- En 2016, dans le classement des 100 chefs les plus influents du monde organisé par le magazine Le Chef, Michel Bras arrive en premier[18]. Le jury est constitué du gotha de la grande cuisine mondiale (528 chefs étoilés de cinq continents)[19].